# Waldgraben (Hambach)
Der Waldgraben ist ein rechter  und westlicher Zufluss des Hambachs in den mittelfränkischen Landkreisen Ansbach und Weißenburg-Gunzenhausen.

## Verlauf
Der Waldgraben entspringt bei einem Wegekreuz zwischen Großlellenfeld im Süden und Goldbühl im Norden auf einer Höhe von 486 m ü. NHN. Der Bach durchquert abschnittsweise einige Waldgebiete und speist eine Weiherkette. Der Bach mündet nach einem Lauf von rund 1,8 Kilometern auf einer Höhe von 434 m ü. NHN nordwestlich von Oberhambach von rechts in den Hambach.